# Bill Frist
William Harrison "Bill" Frist (22 de febrero de 1952) es un médico, empresario, y político estadounidense del Partido Republicano. Fue el senador mayor del estado de Tennessee donde sirvió desde 1995 a 2007. En 2002 su partido lo designó líder de la minoría del Senado y, cuando el partido republicano obtuvo la mayoría en el Senado en 2003, Frist se convirtió en el líder de la mayoría en dicho órgano. Ocupó el cargo hasta el 4 de enero de 2007. Desde entonces está retirado de la política activa.

## Otras lecturas
- Stolberg, Sheryl Gay (30 de marzo de 2005). «Frist hears cheers, jeers after stem cell reversal». The New York Times.
- HumanEvents.com — 'Frist a Major Share-Holder in Reputed For-Profit Abortion Provider', Terence P. Jeffrey (23 de diciembre de 2002), Human Events
- NYTimes.com — 'Leadership in Recapturing the Senate Pushed Frist Into Spotlight', David Firestone,The New York Times (21 de diciembre de 2002)
- Senator sold stock before price dropped (AP story on Frist's sale of HCA stock)